# Eckermannstraße (Weimar)
Die Eckermannstraße in der Weimarer Westvorstadt ist ein zwischen der Rudolf-Breitscheid-Straße und der Karl-Haußknecht-Straße gelegene Anliegerstraße, sie wurde am 31. Oktober 1913 nach dem Goethefreund Johann Peter Eckermann benannt.
Einzelobjekte in der Eckermannstraße stehen nicht auf der Liste der Kulturdenkmale in Weimar (Einzeldenkmale). Die gesamte Eckermannstraße steht aber auf der Liste der Kulturdenkmale in Weimar (Sachgesamtheiten und Ensembles). Bemerkenswert ist der moderne Wohnkomplex „Eckermann-Höfe“, der neben der Eckermannstraße 4–6 auch die Rudolf-Breitscheid-Straße 12 und 12 a betrifft. Es ist in dem Stadtteil eine relativ junge Straße, weil sie auf einem Stadtplan von 1915, als die Karl-Haußknecht-Straße noch zur Amalienstraße gehörte, noch nicht vorhanden war.